# Dragon's Lair
Dragon's Lair ("El Cau del Drac", en català) és un videojoc de laserdisc publicat per Cinematronics el 1983. L'animació del joc la va crear Don Bluth, ex-animador de la Disney.
La majoria dels jocs de l'època representaven els personatges amb  sprites, que consisteixen en una sèrie de píxels mostrats en successió. Això, a causa de les limitacions de maquinari de l'època, feia que els artistes no poguessin aconseguir gaire detall: la resolució, les imatges per segon, i el nombre de fotogrames quedaven limitats severament. Dragon's Lair va superar aquestes limitacions aprofitant la gran capacitat d'emmagatzematge del laserdisc, però imposava d'altres limitacions en la manera de jugar.
L'èxit del joc va provocar nombrosos ports d'origen, seqüeles i jocs relacionats. Al segle XXI ha estat tornat a publicar en una varietat de formats (per exemple, per a l'iPhone) com a joc "retro" o històric.
Actualment és un dels tres jocs de vídeo (juntament amb Pong i Pac-Man) en exhibició permanent en la Smithsonian Institution a Washington, DC.

## Història
Dragon's Lair presenta l'heroi, Dirk l'Ardit, tractant de rescatar la princesa Daphne del malvat drac Singe, que ha tancat la princesa Daphne al castell del mag Mordroc. La pantalla va mostrant escenes animades, i el jugador ha d'executar les accions o bé seleccionant una direcció o prement el botó de l'espasa amb la sincronització correcta, cosa que requereix que el jugador memoritzi cada escenari per tal de passar cadascun dels esdeveniments. La comèdia en diferents aspectes del joc deriva no només de les criatures estranyes i escenes humorístiques quan el personatge mor, sinó també del fet que, encara que Dirk representa que és un cavaller expert, és una mica maldestre, i té tendència a cridar i reaccionar amb horror als diversos perills que es troba.
El mode d'atracció del joc mostra diverses vinyetes curtes de joc acompanyades de la següent narració:
"Dragon's Lair (El Cau del Drac): L'aventura de fantasia on et converteixes en un valent cavaller, en una missió per rescatar la bonica princesa de les urpes d'un drac malvat. Controles les accions d'un aventurer atrevit, que busca dins el castell d'un mag malvat, que l'ha encantat amb monstres traïdors i obstacles. En les misterioses cavernes sota el castell, la teva odissea continua contra les forces impressionants que s'oposen als seus esforços per arribar al cau del Drac. Endavant, aventurer. La teva missió t'espera! "

## Joc
En comptes de controlar les accions del personatge directament, els jugadors controlen els seus reflexos, amb diferents segments de vídeo segons si les respostes són correctes o incorrectes. Dragon's Lair va ser el primer joc arcade on cada partida costava 0,50  dòlars EUA (o dos "crèdits"), el doble que els jocs tradicionals fins aquell moment.

## Desenvolupament
Dragon's Lair va començar com una idea de Rick Dyer, president d'Advanced Microcomputer Systems. Un equip de dissenyadors de jocs va crear els personatges i llocs, i després va coreografiar els moviments de Dirk a mesura que trobava els monstres i els obstacles del castell. El departament d'art d'AMS va crear storyboards per a cada secció com a guia per a l'animació final.
Dyer s'havia inspirat en el joc de text Adventure. Aquest joc va donar origen a una invent que va anomenar "La Màquina de la fantasia". Aquest dispositiu va anar evolucionant, des d'un ordinador rudimentari amb cinta de paper (amb il·lustracions i text) fins a un sistema que manipulava un videodisc que contenia majoritàriament imatges fixes i la narració. El joc creat per a aquesta màquina era una aventura gràfica anomenada The secrets of the Lost Woods. Els intents de comercialitzar la "Màquina de la fantasia" havien fracassat unes quantes vegades. Pel que sembla, el representant d'una empresa de joguines havia marxat enmig d'una presentació. Es diu que la inspiració li va venir a Dyer tot veient The Secret of NIMH, quan es va adonar que necessitava una animació de qualitat i un guió amb acció per fer un joc atraient. Va decidir d'agafar de The secrets of the Lost Woods un lloc reservat, però del qual no se n'havia escrit al guió, conegut com El Cau del Drac.
El joc va ser animat pel veterà animador de Disney Don Bluth i el seu estudi. El desenvolupament es va fer amb un pressupost molt limitat, va costar 1 milió de dòlars i va durar set mesos. Atès que l'estudi no podia permetre's el luxe de contractar models, els animadors van utilitzar revistes Playboy, com a inspiració per al personatge de la princesa Daphne Els animadors també van utilitzar les seves pròpies veus per als personatges en comptes de contractar actors de doblatge per tal de mantenir els costos baixos. Només van utilitzar-ne un de professional: Michael Rye, per fer el narrador de la seqüència d'atracció (també ho va fer a Space Ace i Dragon's Lair II). La veu de la princesa Daphne va ser interpretada per Vera Lanpher, que llavors era la cap del departament de neteja.
La veu de Dirk l'Ardit la va fer el muntador Dan Molina, que més endavant va fer la veu d'un altre personatge animat, el "peix fora de l'aigua" de la pel·lícula de Disney Chicken Little, que també va muntar. Dirk crida o fa sorolls en nombroses ocasions, però parla amb paraules només dues vegades. En primer lloc, murmura "Uh, oh" quan la plataforma comença a retrocedir durant la seqüència de foc oscil·lant, i després exclama: "Wow!" quan entra al Cau del Drac i veu la princesa Daphne adormida.
La música i molts efectes de molts de so els va escriure i interpretar Chris Stone d'EFX Systems a Burbank. Bryan Rusenko i Glen Berkovitz van ser els enginyers d'enregistrament. Els 43 segons del "bucle d'atracció", es van gravar seguits en una sessió de 18 hores. Es van utilitzar només teclats, com l'E-mu Emulator i el sintetitzador Moog.

## Detalls tècnics
Els primers equips laserdisc que venien amb el joc (Pioneer LD-V1000 o PR-7820) s'espatllaven sovint. Encara que eren equips de bona qualitat, el joc tenia unes condicions de funcionament extremadament difícils: els equips de laserdisc estaven dissenyats principalment per a la reproducció de pel·lícules, en què el capçal làser s'havia de moure gradualment a través del disc, tot llegint linealment les dades del disc. En canvi Dragon's Lair exigia saltar a diferents seqüències d'animació en el disc cada pocs segons —fins i tot menys, en molts casos— segons dictés el joc. La gran quantitat de salts, juntament amb el temps que havia d'estar engegat, podia fer que el reproductor de laserdisc s'espatllés al cap d'un temps relativament curt. Això es va veure agreujat per la popularitat del joc. Com a resultat, els reproductors de discos làser sovint havien de ser reparats o substituïts.
La vida del làser de gas del reproductor original era al voltant de 650 hores; encara que els models posteriors tenien làsers d'estat sòlid amb una vida estimada de 50.000 hores, el motor de gir normalment fallava molt abans. És molt difícil de trobar un joc Dragon's Lair original amb el reproductor original, i s'han desenvolupat kits de conversió perquè les unitats puguin utilitzar reproductors més moderns.
El joc original americà de 1983 utilitzava un reproductor de laserdisc NTSC d'una sola cara fabricat per Pioneer, l'altra cara del disc estava reforçada amb metall per evitar que es doblegués. Les versions europees del joc les fabricava Atari sota llicència i utilitzava discos PAL d'una sola cara fabricats per Philips (sense el reforç de metall).
La versió arcada europea de Dragon's Lair es va llicenciar a Atari Irlanda (igual que Space Ace més endavant). Per això, el disseny de la consola era diferent de la versió de Cinematronics. Les principals diferències eren que el panell de puntuació digital LED va ser substituït per una pantalla de puntuació que apareixia després de cada nivell. La marca Atari era present en diferents llocs de l'equip (frontal, les ranures de monedes, el tauler de control i l'àrea de reixeta de l'altaveu), i el botó d'inici era el típic con il·luminat de les màquines d'Atari. Encara que Atari tenia la llicència exclusiva per a la regió, algunes màquines de Cinematronics també van arribar a Europa amb importacions irregulars.

## Recepció
Al principi, Dragon's Lair, va suposar una esperança renovada per a la indústria del videojoc, que passava un període d'estancament; s'esperava que fos el primer d'una nova onada de jocs immersius amb laserdisc. Una cita de Newsweek capta el nivell d'entusiasme que provocava el joc: "Dragon's Lair és la joguina més atractiva de l'estiu: el primer joc d'arcade dels Estats Units amb imatges de qualitat cinematogràfica que acompanyen l'acció ... El joc ha estat empassant-se monedes dels nens a tota velocitat des de la seva aparició a principis de juliol. Diu Robert Romano, de 10 anys, que va estar-se esperant tot el dia a l'aglomeració de Castle Park sense poder jugar", és el joc més impressionant que he vist en la meva vida". Els propietaris de les sales de jocs explicaven que es feien llargues cues per jugar, malgrat que era el primer videojoc que costava 50 cèntims en comptes de 25. Però també estaven preocupats perquè els jugadors acabarien descobrint la manera de jugar-hi, "s'hi acostumarien i deixarien de jugar-hi". El juliol de 1983, ja s'havien distribuït 1.000 màquines, i n'hi havia prop de 7500 encarregades. A finals de 1983, Electronic Games i Electronic Fun posaven Dragon's Lair com a número 1 de la classificació de jocs als Estats Units, mentre que la indústria dels jocs li reconeixia el mèrit d'haver ajudat a la recuperació de la crisi de 1983. Dragon's Lair es va reconèixer com a joc més influent de 1983, amb l'argument que els gràfics per ordinador normals semblaven "força senzills en comparació amb animació de primera qualitat". El febrer de 1984, es va informar que ja havia recaptat més de 32 milions de dòlars per a Cinematronics. Un dels elements del joc que va ser rebut negativament fou el temps de pantalla negra que es produïa entre una escena i la següent, que Dyer va prometre que seria eliminat per al futur Space Ace i per a la prevista segona part de Dragon's Lair. Cap a mitjans de 1984, però, després de la publicació de Space Ace i d'altres jocs similars amb poc èxit, els sentiments sobre Dragon's Lair en la indústria havien canviat i ja se'n parlava com a fracàs degut al cost excessiu per un joc que "perdia popularitat".
El 2001, GameSpy va col·locar Dragon's Lair al número 7 de la classificació dels "50 millors jocs arcade de tots els temps"
Els crítics van considerar Dirk un personatge que semblava que "a diferència d'altres herois de videojocs, la personalitat de Dirk té un costat còmic i humà". La Princesa Daphne va tenir disparitat d'opinions. Se la considera sovint un dels personatges més atractius de la història del videojoc, a més de ser una de les donzelles en perill claus dels videojocs, també va rebre reaccions mixtes per la seva veu de tonteta i la sema imatge semidespullada. Bluth va descriure Daphne explicant que "l'ascensor de la Daphne no li arriba ben bé fins al terrat, però tenia un propòsit", un fet remarcat pels crítics del joc, que el trobaven violent i sexista. El 2009, en Singe va quedar classificat al lloc 93 de la llista dels "100 millors dolents dels videojocs" d'IGN

## Llegat
La "Màquina de la Fantasia" original va acabar sent comercialitzada com a consola de videojocs amb el nom de Halcyon, però va tenir molt poc èxit.
Es van comercialitzar unes quantes adaptacions de Dragon's Lair a màquines domèstiques durant les dècades dels 1980 i 1990, però degut a l'alt consum de memòria (per l'època), no s'hi podien incloure totes les escenes del joc original. Les crítiques d'aquestes adaptacions van ser molt diverses: mentre una revista sobre l'Amiga donava una valoració del 92% per la qualitat audiovisual sense precedents, una altra revista donava a la mateixa versió una puntuació de només el 32% a causa de la poca flexibilitat del joc Això va portar a la publicació d'Escape from Singe's Castle, una pseudo-segona part on un monstre segresta la Daphne en el moment de la victòria, i obliga Dirk a entrar encara més endins del castell per tornar-la a salvar. El joc es va fer amb escenes no utilitzades a la versió laserdisc, encara que algunes parts (com el rei llangardaix i els homes de fang) es van escurçar. Les versions de 8 bits van ser creades per Software Projects, mentre que Readysoft es va cuidar de les versions de 16 bits. Aquests utilitzen compressió de vídeo i noves tècniques d'emmagatzematge, però venien en múltiples floppies de 3.5".
El joc també va inspirar una sèrie de dibuixos animats per a la televisió que va durar poc. Les novetats de la sèrie van ser que el drac, que fins llavors no tenia nom, se'l va anomenar Singe, i la princesa Daphne ara portava un vestit llarg de color rosa. També apareixien personatges nous, com el pare de la Princesa Daphne, el Rei Ethelred, el cavall de Dirk, anomenat Bertram, el seu escuder Timothy, i el seu rival Sir Hubert Blunt. També apareixien alguns dels enemics del joc original. Es van produir tretze episodis de mitja hora i es van emetre a l'ABC entre el 8 de setembre de 1984 i el 27 d'abril de 1985. La sèrie no era res de l'altre món, però tenia un punt original: per mantenir l'esperit del joc original, abans de cada pausa publicitària, el narrador preguntava a l'espectador què faria per resoldre el problema al qual Dirk s'enfrontava. Després de la pausa, es mostraven els resultats de les diferents opcions, abans que Dirk actués amb la idea correcta (amb alguna excepció ocasional) per salvar el dia.
El joc va inspirar una segona part (sense comptar Escape from Singe's Castle), Dragon's Lair II: Time Warp, creada poc després de l'original, però comercialitzada el 1991.
També va permetre la creació de Space Ace, l'any 1984, un altre joc animat per Don Bluth i el seu equip. Space Ace també venia com a kit d'actualització per les cabines de Dragon's Lair, amb la decoració escaient, i un disc i ROMs nous.
Dragon's Lair III: The Curse of Mordread va sortir per a Amiga i DOS el 1993, barrejant material d'arxiu original amb escenes de Time Warp que no s'havien inclòs en la versió PC original, degut a limitacions de memòria. El joc també incloïa una nova pantalla sobre "El Pirata Barbanegra" que s'havia previst que estigués al joc original, però no l'havien acabada.
A finals de 2002, per commemorar el 20è aniversari de la publicació del joc d'arcade, Digital Leisure Inc va publicar una caixa de DVDs en edició especial dels tres jocs clàssics de laserdisc: Dragon's Lair,Space Ace i Dragon Lair II: Time Warp. S'hi incloïen els tres jocs originals, i hi havia l'opció de seleccionar noves escenes s'havien produït el 1983, però que no s'havien inclòs en cap versió anterior. També es van actualitzar els jocs per incloure-hi vídeo de més qualitat, l'ordre autèntic de les escenes i un nou control de dificultat per fer el joc més difícil als experts. Digital Leisure va treballar amb un desenvolupador independent, Derek Sweet, per publicar una caixa de quatre CD-ROMs per a PCs amb  Windows.
Dragon's Lair 3D: Return to the Lair, es va desenvolupar el 2002, com a interpretació en gràfics 3D per ordinador la interpretació del joc per a Microsoft Windows, Xbox, Nintendo GameCube i  PS2.
Una minisèrie de còmics basats en el joc, però incorporant també elements de la sèrie de dibuixos animats, com el cavall Bertram, va ser publicada el 2003 per l'editorial CrossGen, coincidint amb una altra minisèrie basada enSpace Ace.
El 2005, Digital Leisure va crear un nou Dragon's Lair III, que utilitzava imatges en 3D de Dragon's Lair 3D, però es controlava amb un sistema semblant al dels jocs d'arcade originals.
A finals de 2006, Digital Leisure va llançar "Dragon's Lair HD", que presentava una nova còpia d'alta definició feta a partir dels negatius originals (en comptes de copiar-ho del laserdisc). La banda sonora en mono original es va remasteritzar en so Dolby Digital 5.1.
Segons Don Bluth i el seu col·laborador Gary Goldman, s'ha escrit el guió d'una pel·lícula sobre Dragon's Lair, i està llesta per passar a producció quan se'n tanqui el finançament. La pel·lícula havia de ser amb estil clàssic, d'animació tradicional en 2D. Actualment, però, el projecte està aturat.
El 9 d'abril de 2007, es va publicar una versió Blu-Ray de Dragon's Lair. Utilitzava la mateixa transferència en alta definició de la versió per a PC esmentada abans, però va passar per un procés de sis mesos per netejar i refer la imatge. El Blu-Ray de Dragon's Lair fou el primer títol que va aprofitar al màxim la tecnologia BD-J.

## Versions per a diferents plataformes
Dragon's Lair va provocar la creació de moltes versions del videojoc per a sistemes domèstics. Atès que algunes seqüències originals no cabien a les versions per a aquests sistemes, només es van tornar a publicar en una segona part virtual anomenada Escape from Singe's Castle. Software Projects va fer una interpretació arcade no lineal de Dragon's Lair i Escape from Singe's Castle amb elements de plataforma i de trencaclosques per a màquines de 8 bits el 1986.
La seqüència amb el pont llevadís i els ulls amb tentacles que es veu al mode d'atracció fou eliminada de la versió original del joc, però encara roman en el laserdisc, i s'hi pot jugar amb modificacions del programa fetes per aficionats, o amb la versió del joc publicada a Europa, així com a les versions de la Sega CD, PC, DVD, i HD.
Es va fer una adaptació a videojoc de plataformes per al Nintendo Entertainment System i  Super NES anomenada també Dragon's Lair.
La versió de Game Boy (titulada Dragon's Lair: The Legend), concretament, no té gairebé res a veure amb el joc original, a part de Dirk com a protagonista, Mordroc com a dolent, i salvar la princesa Daphne com a objectiu. De fet, el joc és una reescriptura d'un altre de fet cinc anys abans per a ZX Spectrum, Roller Coaster; el resultat és un joc de plataformes on Dirk ha de passar una sèrie d'atraccions de fira escassament dissimulades. La versió posterior per a Game Boy Color, no obstant, és relativament fidel al joc original.
El Deluxe Pack de Dragon's Lair va ser publicat per a ordinadors personals i conté tots els vídeos dels tres jocs. Malgrat això, i que fins i tot conté algunes escenes retallades a la versió per Nord-amèrica, les crítiques no van ser gens entusiastes.
ReadySoft va publicar Dragon's Lair per a l'Apple Macintosh en CD-ROM el 1994. També van fer-ne una versió per a Sega CD.
DAPHNE, un emulador de jocs basats en disc làser, pot emular la versió original de 1983. DAPHNE requereix els arxius de ROM i el laserdisc original per funcionar. Per altra banda, es pot substituir el laserdisc per un vídeo MPEG-2 i un àudio Ogg Vorbis. Aquests arxius es poden generar des del laserdisc original o del DVD de Digital Leisure de 2002.
El juliol de 2010, Electronic Arts va publicar la versió iOS a l'App Store d'Apple. Els gràfics del joc es van adaptar a la pantalla de l'iPhone.
| Any             | ## | Plataforma                          | Medi                  | Desenvolupador  | Editor                          | Altres notes |
| --------------- | -- | ----------------------------------- | --------------------- | --------------- | ------------------------------- | --- |
| 1983            | 01 | Joc d'arcade                        | LaserDisc             | Starcom         | Cinematronics                   | Publicació original |
| 1984            | 02 | Coleco Adam                         | Cartutx               |                 | Coleco                          | |
| 1984            | 03 | Coleco Adam                         | Floppy                |                 | Coleco                          | |
| 1986            | 04 | Amstrad CPC                         | Cartutx               |                 | Software Projects               | |
| 1986            | 05 | Amstrad CPC                         | Floppy                |                 | Software Projects               | |
| 1986            | 06 | ZX Spectrum                         | Casset                |                 | Software Projects               | |
| 1986            | 07 | Commodore 64                        | Casset                |                 | Software Projects               | |
| 1987            | 08 | ZX Spectrum                         | Cartutx               |                 | Software Projects               | Edició econòmica |
| 1987            | 09 | Amstrad CPC                         | Casset                |                 | Software Projects               | Nom de l'edició: Escape From Singe's Castle                                                                                              |
| 1987            | 10 | Amstrad CPC                         | Floppy                |                 | Software Projects               | Nom de l'edició: Escape From Singe's Castle                                                                                              |
| 1987            | 11 | ZX Spectrum                         | Casset                |                 | Software Projects               | Nom de l'edició: Escape From Singe's Castle                                                                                              |
| 1987            | 12 | Commodore 64                        | Casset                |                 | Software Projects               | Nom de l'edició: Escape From Singe's Castle                                                                                              |
| 1987            | 13 | Commodore 64                        | Floppy                |                 | Amazing Software                | La versió republicada inclou les dues versions del casset en un sol 'flippy'                                                             |
| 1989            | 14 | Commodore Amiga                     | Floppy                |                 | Readysoft                       | |
| 1989            | 15 | Commodore Amiga                     | Floppy                |                 | Readysoft                       | Nom de l'edició: Escape From Singe's Castle                                                                                              |
| 1989            | 16 | Atari ST                            | Floppy                |                 | Readysoft                       | |
| 1989            | 17 | Personal Computer                   | Floppy                |                 | Sullivan Bluth / Merit Software | Released on: 5.25" Floppy |
| 1989            | 18 | Personal Computer                   | Floppy                |                 | Sullivan Bluth / Merit Software | Released on: 3.5" Floppy |
| 1990            | 19 | Nintendo Entertainment System       | Cartutx               |                 | Elite Systems                   | |
| 1990            | 20 | Game Boy                            | Cartutx               |                 | Elite Systems                   | |
| 1990            | 21 | Macintosh Plus / SE                 | Floppy                |                 | Readysoft                       | |
| 1990            | 22 | Atari ST                            | Cartutx               |                 | Readysoft                       | |
| 1991            | 23 | Personal computer                   | Floppy                |                 | Readysoft                       | |
| 1991            | 24 | Personal computer                   | Floppy                |                 | Readysoft                       | Nom de l'edició: Escape From Singe's Castle (includes some non original arcade levels)                                                   |
| 1991            | 25 | Personal computer                   | Floppy                |                 | Readysoft                       | Nom de l'edició: Escape From Singe's Castle                                                                                              |
| 1991            | 26 | Apple Macintosh                     | Floppy                |                 | Readysoft                       | Nom de l'edició: Escape From Singe's Castle (this version includes few levels from the original arcade game Dragon's Lair II : Timewarp) |
| 1992            | 27 | Super Nintendo Entertainment System | Cartutx               |                 | Data East                       | |
| 1993            | 28 | Sega CD                             | CD-ROM                |                 | Readysoft                       | |
| 1993            | 29 | Personal computer                   | CD-ROM                |                 | Readysoft                       | |
| 1993            | 30 | 3DO                                 | CD-ROM                |                 | Readysoft                       | |
| 1993            | 31 | Sega Mega-CD                        | CD-ROM                |                 | Readysoft                       | |
| 1994            | 32 | Apple Macintosh                     | CD-ROM                |                 | Readysoft                       | |
| 1994            | 33 | CD-I                                | CD-ROM                |                 | Readysoft                       | |
| 1995            | 34 | Atari Jaguar                        | CD-ROM                |                 | Readysoft                       | |
| 1997            | 35 | Windows 95                          | CD-ROM                |                 | Digital Leisure                 | Nom de l'edició: Deluxe Pack (també contenia Space Ace i Dragon's Lair II)                                                               |
| 1997            | 36 | Personal Computer                   | DVD-ROM               |                 | Digital Leisure                 | |
| 1998            | 37 | Reproductor de DVD                  | DVD                   |                 | Digital Leisure                 | |
| 1998            | 38 | Windows 98                          | DVD-ROM               |                 | Digital Leisure                 | |
| 2000            | 39 | Game Boy Color                      | Cartutx               |                 | Capcom                          | |
| 2000            | 40 | PlayStation 2                       | DVD                   |                 | Digital Leisure                 | |
| 2001            | 41 | Windows XP                          | CD-ROM                |                 | Digital Leisure                 | Arcade Authentic |
| 2001            | 42 | Xbox                                | DVD                   |                 | Digital Leisure                 | |
| 2002            | 43 | Reproductor de DVD                  | DVD                   |                 | Digital Leisure                 | Nom de l'edició: 20th Anniversary Pack                                                                                                   |
| 2002            | 44 | Apple Macintosh                     | DVD-ROM               |                 | Digital Leisure                 | |
| 2002            | 45 | GameCube                            | CUBE-DVD              | DragonStone     | Capcom                          | Remake name: Dragons Lair 3D |
| 2002            | 46 | Xbox                                | Xbox-DVD              | DragonStone     | UbiSoft                         | Remake name: Dragons Lair 3D |
| 2002            | 47 | Personal Computer                   | CD-ROM                | DragonStone     | UbiSoft                         | Remake name: Dragons Lair 3D |
| 2003            | 48 | Windows XP                          | CD-ROM                |                 | Digital Leisure                 | Nom de l'edició: 20th Anniversary Pack                                                                                                   |
| 2004            | 49 | PlayStation 2                       | PS2-DVD               | DragonStone     | THQ                             | Nom de l'edició: Dragon's Lair 3D - Special Edition                                                                                      |
| 2004            | 50 | GameCube                            | CUBE-DVD              | DragonStone     | THQ                             | Nom de l'edició: Dragon's Lair 3D - Special Edition                                                                                      |
| 2005            | 51 | Telèfon mòbil                       | Baixada               |                 | Disney Mobile                   | |
| 2006            | 52 | Windows XP                          | DVD-ROM               |                 | Digital Leisure                 | High Definition WMV |
| 2007            | 53 | Home Blu-ray players                | BD-R                  | Infinite HD     | Digital Leisure                 | |
| 2007            | 54 | PlayStation 3                       | BD-R                  | Infinite HD     | Digital Leisure                 | |
| 2007            | 55 | Home HD DVD players                 | HD DVD                | Infinite HD     | Digital Leisure                 | |
| 2007            | 56 | Xbox 360                            | HD DVD                |                 | Digital Leisure                 | |
| 2007            | 57 | Personal Computer                   | DVD                   |                 | Digital Leisure                 | 20th Anniversary Pack publicat en un DVD en comptes de 4 discs                                                                           |
| 2009            | 58 | iPhone                              | Descàrrega digital    | Digital Leisure | Electronic Arts                 | |
| 2009            | 59 | Nintendo DSi (DSiWare)              | Descàrrega digital    | Digital Leisure | Digital Leisure                 | |
| 2010            | 60 | Wii                                 | Nintendo optical disc | Digital Leisure | Destineer                       | Nom de l'edició: Dragon's Lair Trilogy (inclou Dragon's Lair, Dragon's Lair II: Time Warp, i Space Ace                                   |
| 2010            | 61 | iPad                                | Descàrrega digital    | Digital Leisure | Dragon's Lair LLC               | |
| 2010            | 62 | Nintendo DS                         | DS Game Card          | Digital Leisure | Destineer                       | |
| 2010            | 63 | PlayStation 3 (PlayStation Network) | Descàrrega digital    | Digital Leisure | Digital Leisure                 | |
| 2011            | 64 | PSP                                 | Descàrrega digital    | Digital Leisure | Digital Leisure                 | |
| 2011            | 65 | Android                             | Descàrrega digital    | Digital Leisure | Digital Leisure                 | |
| 2011            | 66 | Nintendo 3DS                        | Descàrrega digital    | Digital Leisure | Digital Leisure                 | |
| Future Releases | 67 | Xbox 360                            | Descàrrega digital    | Digital Leisure |                                 | |